# Lathrolestes verticalis
Lathrolestes verticalis là một loài tò vò trong họ Ichneumonidae.